# Michael Parensen
Michael Parensen (Bad Driburg, 24 giugno 1986) è un ex calciatore tedesco, di ruolo difensore.

## Caratteristiche tecniche
È un difensore centrale.

## Carriera

### Club
È cresciuto nelle giovanili del Borussia Dortmund.

### Nazionale
Ha giocato nelle nazionali giovanili tedesche Under-16, Under-17 ed Under-18.

## Palmarès

### Club

#### Competizioni nazionali
- 3. Liga: 1

Union Berlino: 2008-2009